# Anchusa macedonica
Anchusa macedonica är en strävbladig växtart som beskrevs av Árpád von Degen, Dörfler. Anchusa macedonica ingår i släktet oxtungor, och familjen strävbladiga växter. Inga underarter finns listade i Catalogue of Life.